# ハグしてください
«ハグしてください» (ロシア語: Обними меня)-ロシア語-ウクライナ語グループの2番目のシングル«ヌ・ヴィルゴス»これは後にデビューアルバムに含まれましたポプシトカ号5。

## ビデオクリップ
グループヌ・ヴィルゴスの2番目のクリップ。
ナディヤ・メイヤーによると、曲のようにクリップはダンススタイルで作成されていたため、不快な靴で踊らなければならなかったため、このクリップで苦労しました。
クリップの英語版Hold Me Closerは、2008年2月18日にリリースされました。 そして、YouTubeのプレミア公開が行われました。
ビデオのディレクターはセミヨンゴロフです。

## ボーカル
- アリョーナ・ヴィーンニツカヤ
- ナディヤ・メイヤー